# Торбёрн, Арчибальд
Арчибальд Торбёрн (англ. Archibald Thorburn; 31 мая 1860 — 9 октября 1935, Суррей) — британский художник-акварелист; анималист и натуралист. Создатель множества зоологических иллюстраций, которые ценятся за точность и за качество.

## Биография
Родился в 1860 году в семье художника-миниатюриста Роберта Торберна (1818—1885). Получив хорошее для своего времени общее среднее и художественное образование, стажировался в мастерской художника-анималиста Йозефа Вольфа. В 1887 году выполнил около 270 акварелей для издания орнитолога лорда Лилфорда, посвящённого птицам Британских островов. После этого Торбёрн получал многочисленные заказы на иллюстрирование книг, в особенности, посвящённых естественной истории. Иногда он сотрудничал с другими художниками-анималистами при создании серий иллюстраций. В период с 1899 по 1935 год Торбёрн каждый год создавал дизайн рождественской открытки, которую получали члены Королевского общества защиты птиц, вице-президентом которого со временем стал сам Торбёрн.
Кроме того, Торбёрн регулярно выставлял свои работы на выставках лондонской Королевской академии художеств и Британского института (с последним сотрудничал только до 1890-х годов), а также в частных лондонских галереях.
Торбёрн имел нескольких учеников, а также являлся автором нескольких книг, которые сам же и проиллюстрировал.
В 1902 году Торбёрн, которому было около 42 лет, женился на Констанс Муди (ок. 1858—1947) и переехал из Лондона в небольшую деревню в графстве Суррей, где продолжил свои занятия искусством. Он был человеком консервативных взглядов, вплоть до того, что в 1930-х годах отказался от электрификации своего дома, предпочитая работать при свете свечи или керосиновой лампы.
Скончался в 1935 году в деревне в графстве Суррей и был похоронен неподалеку на приходском кладбище.

## Галерея
- Павлин
- Обыкновенный фазан
- Орешниковые сони
- Ворон и лиса у туши оленя
- Зимородок и цапля зимой
- Самец и самка трагопана
- Обыкновенная иволга
- Серый тюлень

## Дальнейшее чтение
- Archibald Thorburn // Benezit Dictionary of Artists (англ.) — OUP, 2006. — ISBN 978-0-19-977378-7
- Christine E. Jackson: Dictionary of Bird Artists of the World. Antique Collectors Club, 1999, ISBN 1-85149-203-8, S. 463—464
- Christine E. Jackson: Thorburn, Archibald. In: De Gruyter (Hrsg.): Allgemeines Künstlerlexikon. 2009
- Roger J. Lederer: The Art of the Bird: The History of Ornithological Art Through Forty Artists. André Deutsch Ltd., 2019, ISBN 978-0-233-00607-9, S. 129—131